# Lars Korvald
Lars Korvald (ur. 29 kwietnia 1916 w Nedre Eiker, zm. 4 lipca 2006 tamże) – norweski polityk, działacz Chrześcijańskiej Partii Ludowej, w latach 1972–1973 premier Norwegii.

## Życiorys
Absolwent wyższej szkoły rolniczej (NLH), którą ukończył w 1943. Był wykładowcą szkoły rolniczej w Råde, którą kierował w latach 1952–1977.
Zaangażował się w działalność Chrześcijańskiej Partii Ludowej, pełnił w niej m.in. funkcję przewodniczącego (1967–1975 i 1977–1979). W 1961 uzyskał po raz pierwszy mandat deputowanego do Stortingu, który sprawował do 1981 przez pięć kadencji, przez szereg lat stał na czele klubu poselskiego chadeków. Od października 1972 do października 1973 sprawował urząd premiera, stojąc na czele koalicyjnego rządu współtworzonego przez centrystów i liberałów. Po odejściu z parlamentu od 1981 do 1986 zajmował stanowisko gubernatora okręgu Østfold.

## Odznaczenia
- Komandor Orderu Świętego Olafa (1986)